# Ewald Hecker (Unternehmer)
Ewald Otto E. Hecker (* 14. Oktober 1879 in Berlin; † 12. Februar 1954 in Schäftlarn, Landkreis München) war Aufsichtsratsvorsitzender der Ilseder Hütte, Förderer der NSDAP und später SS-Brigadeführer.

## Leben
Ewald Hecker wurde als Sohn eines Geheimen Kommerzienrates geboren. Vor 1914 war er im Kolonialdienst in Samoa und als Regierungsrat in der Kolonialverwaltung in Berlin tätig. Während des Ersten Weltkrieges wirkte er als Offizier in diplomatischer Mission in Ostasien. Von 1914 bis 1916 war er Delegierter des Deutschen Roten Kreuzes in New York. 1918/19 leitete er das Freikorps Haidar Pascha. Er arbeitete seit 1919 bei der Ilseder Hütte, war seit 1921 Verwaltungsdirektor des Unternehmens und wurde 1923 Vorstandsmitglied. 1929 wurde er dort zum Aufsichtsratsmitglied (später Aufsichtsratsvorsitzender) ernannt. Ewald Hecker schloss sich der DVP an und war seit 1920 Mitglied im Zentralvorstand der Partei. Von 1921 bis 1924 war er Mitglied des Preußischen Landtages.
Ab 1931 war Ewald Hecker Präsident der IHK Hannover sowie Repräsentant und Betriebsführer der Gewerkschaft Friedrich der Große Herne und Aufsichtsratsmitglied in ca. zehn Unternehmen, darunter der Commerz- und Privatbank, der Deutschen Eisenhandels AG und der Vereinigte Industrie-Unternehmungen AG. Zudem wurde er als Richter des Ehrengerichts der Reichswirtschaftskammer, zum Regierungsrat z.D. und Wehrwirtschaftsführer ernannt.
Nachdem Hecker bereits 1932 Kontakte zur NSDAP gepflegt hatte, trat Hecker zum 1. Mai 1933 in die NSDAP ein (Mitgliedsnummer 2.955.650). Gemeinsam mit Kurt Freiherr von Schröder saß er im Vorstand der „Standard Elektrizitätsgesellschaft“ (SEG), einem Tochterunternehmen der ITT, Inc. und der AEG.
Im Jahre 1936 wurde er Mitglied des ernannten Rats der Stadt Hannover. Von 1936 bis 1942 war er Präsident der Wirtschaftskammer Niedersachsen und nach deren Auflösung Präsident der Gauwirtschaftskammer Südhannover-Braunschweig.
Hecker wurde am 7. Januar 1938 zu einem von Himmler beauftragten Ehrengericht zur Anklage von Karl Lindemann berufen. Die Anklage wurde fallen gelassen und Lindemann für unschuldig erklärt. Am 1. April 1935 wurde das Amt des Leiters der Wirtschaft mit der Geschäftsstelle des Deutschen Industrie- und Handelstages zur Reichswirtschaftskammer vereinigt. Die Leitung übernahm der Präsident der Industrie- und Handelskammer Hannover, Ewald Hecker. Damit war die von der Industrie angestrebte Selbstverwaltung endgültig beseitigt.
Ewald Hecker war Teil des einflussreichen Keppler-Kreises und gehörte zu dem Personenkreis, die sich von Anfang daran beteiligten. Ewald Hecker war auf der Liste der Industriellen eingetragen. Mit 38 Einladungen und vier Absagen zu Einladungen gehörte Hecker zu den fünf Personen, welche am wenigsten Einladungen abgelehnt haben. Laut Karl Lindemanns Aussage unter Eid war Hecker neben von Schröder die stärkste Stütze des Keppler-Kreises.
Ewald Hecker war einer der Unterzeichner der Industrielleneingabe an Paul von Hindenburg. Die Empfehlung an Hindenburg vom 19. November 1932 wurde von 19 Persönlichkeiten unterzeichnet, von denen acht Mitglied des Keppler-Kreises waren. Obwohl mit dem 30. Januar 1933 der Zweck des Kreises, Hitler an die Macht zu führen erfüllt war, bestand der Kreis dennoch weiter. Die Unternehmer erhielten anschließend an ihre Unterzeichnung der Industrielleneingabe die von ihnen erhofften unternehmerischen Freiheiten. Die Empfehlung an Hindenburg enthielt die Aufforderung, Hitler zum Reichskanzler zu ernennen, dies unter dem Deckmantel, eine Fortführung des Präsidialkabinetts anzustreben. Dies war selbstverständlich nicht die eigentliche Absicht Hitlers, sondern die diktatorische Machtübernahme.
Am 13. September 1936 trat er zudem der SS bei (SS-Nummer 276.903). 1939 wurde er zum SS-Oberführer beim Stab des Reichsführers SS befördert, später zum SS-Brigadeführer.
Von April 1945 bis August 1946 war er im Sennelager interniert. Danach kehrte er nach Hannover zurück, wo er bis 1948 lebte.